# Distribució de Kent

Tres conjunts de punts mostrats de la distribució de Kent. Les direccions mitjanes es mostren amb fletxes. El paràmetre és el més alt per al conjunt vermell.

En estadístiques direccionals, la distribució de cinc paràmetres de Fisher-Bingham o distribució de Kent, batejada amb el nom de Ronald Fisher, Christopher Bingham i John T. Kent, és una distribució de probabilitats en l'esfera unitat bidimensional {\displaystyle S^{2}\,}en {\displaystyle \mathbb {R} ^{3}}. És l'analogic de l'esfera unitat bidimensional de la distribució normal bivariada amb una matriu de covariància no restringida. La distribució de Kent va ser proposada per John T. Kent el 1982, i es fa servir tant en geologia com en bioinformàtica.
La funció de densitat de probabilitat {\displaystyle f(\mathbf {x} )\,} de la distribució de Kent ve donada per:
{\displaystyle f(\mathbf {x} )={\frac {1}{{\textrm {c}}(\kappa ,\beta )}}\exp\{\kappa {\boldsymbol {\gamma }}_{1}^{T}\cdot \mathbf {x} +\beta [({\boldsymbol {\gamma }}_{2}^{T}\cdot \mathbf {x} )^{2}-({\boldsymbol {\gamma }}_{3}^{T}\cdot \mathbf {x} )^{2}]\}}
on {\displaystyle \mathbf {x} \,} és un vector unitat de tres dimensions, {\displaystyle (.)^{T}} denota la transposició de {\displaystyle (.)}, i la constant normalitzadora {\displaystyle {\textrm {c}}(\kappa ,\beta )\,} és:
{\displaystyle c(\kappa ,\beta )=2\pi \sum _{j=0}^{\infty }{\frac {\Gamma (j+{\frac {1}{2}})}{\Gamma (j+1)}}\beta ^{2j}\left({\frac {1}{2}}\kappa \right)^{-2j-{\frac {1}{2}}}I_{2j+{\frac {1}{2}}}(\kappa )}
on {\displaystyle I_{v}(\kappa )} és la funció modificada de Bessel i {\displaystyle \Gamma (.)} és la funció gamma. S'ha de tenir en compte que {\displaystyle c(0,0)=4\pi } i {\displaystyle c(\kappa ,0)=4\pi (\kappa ^{-1})\sinh(\kappa )}, la constant normalitzadora de la distribució de Von Mises-Fisher.
El paràmetre {\displaystyle \kappa \,} (amb {\displaystyle \kappa >0\,}) determina la concentració o la propagació de la distribució, mentre que {\displaystyle \beta \,} (amb {\displaystyle 0\leq 2\beta <\kappa }) determina l'el·lipticitat dels contorns d'igual probabilitat. Com més grans siguin els paràmetres {\displaystyle \kappa \,} i {\displaystyle \beta \,}, més concentrada i el·líptica serà la distribució, respectivament. El vector {\displaystyle \gamma _{1}\,} és la direcció mitjana, i els vectors {\displaystyle \gamma _{2},\gamma _{3}\,} són els eixos major i menor. Els dos últims vectors determinen l'orientació dels contorns de probabilitat iguals a l'esfera, mentre que el primer vector determina el centre comú dels contorns. La matriu 3 × 3 {\displaystyle (\gamma _{1},\gamma _{2},\gamma _{3})\,}ha de ser ortogonal.

## Generalització a dimensions més altes
La distribució de Kent es pot generalitzar fàcilment a esferes de dimensions més altes. Si {\displaystyle x} és un punt de l'esfera d'unitat {\displaystyle S^{p-1}} en {\displaystyle \mathbb {R} ^{p}}, llavors la funció de densitat de la distribució de Kent {\displaystyle p}-dimensional és proporcional a:
{\displaystyle \exp\{\kappa {\boldsymbol {\gamma }}_{1}^{T}\cdot \mathbf {x} +\sum _{j=2}^{p}\beta _{j}({\boldsymbol {\gamma }}_{j}^{T}\cdot \mathbf {x} )^{2}\}\ ,}
on {\displaystyle \sum _{j=2}^{p}\beta _{j}=0} i {\displaystyle 0\leq 2|\beta _{j}|<\kappa } i els vectors {\displaystyle \{{\boldsymbol {\gamma }}_{j}\mid j=1\ldots p\}} són ortonormals. Tanmateix, la constant de normalització esdevé molt difícil treballar per a {\displaystyle p>3}.